# 任燦燦
任 燦燦（中国語: 任 灿灿、ラテン表記: Ren Cancan、1986年4月26日 - ）は、中華人民共和国・山東省済寧市出身の女子アマチュアボクシング選手。世界選手権3度優勝。
2002年にボクシングを始め、2012年ロンドンオリンピックフライ級で銀メダル、2016年リオデジャネイロオリンピックで銅メダルを獲得した。両大会とも金メダリストのニコラ・アダムズに敗れている。
国際ボクシング協会には当初1988年1月26日生まれと登録されていたが、ロイターにより実際は1986年4月26日生まれであると報じられた。